# Роза Гваделупе
Ро́за Гваделу́пе (исп. La Rosa de Guadalupe) — мексиканский драматический ситком с элементами реалити-шоу телекомпании Televisa. Всего с 2008 по н. в. вышло 17 сезонов и 2000 серий, включая несколько полнометражных фильмовых серий. Съёмки продолжаются стремительными темпами и количество серий могут вновь возрасти, серии уже достигли рубежа 2000. Обладатель нескольких наград и премий.

## Краткий синопсис
Каждая серия отличается от других наличием новых персонажей и хорошим актёрским составом. Сюжет вращается вокруг жизненной ситуации какого-то персонажа, в разрешении которой важную роль играет преданность Деве Марии Гваделупской. Начиная с 2017 года актриса Елена Рохо снимается в каждой новой серии.

## Празднование выхода 1000 серии
22 июля 2017 года на экраны вышла праздничная 1000 серия теленовеллы, перед этим демонстрировались эпизоды первых серий.

## Критика
Теленовелла с момента появления была жёстко раскритикована экспертами ТВ из-за наличия плеяды малоизвестных актёров, а вот в некоторых сериях снимались ветераны мексиканского кинематографа.

## Новый формат теленовеллы
Начиная с 2017 года в сюжете стали использовать яркие эпизоды, где снимаются как молодые актёры, так и ветераны.

## Теленовелла в социальной сети и сети интернет
Несколько раз в социальной сети Facebook и видеосервисе Youtube были сделаны пародии на теленовеллу. В самой телекомпании Televisa несколько актёров-комиков также спародировали теленовеллу.

## В ролях
Всего в телесериале приняли участие 1475 актёров и актрис.

### Избранный актёрский состав
- Херардо Мургиа — Анибаль
- Кароль Севилья — Клара
- Марисоль дель Ольмо — Сесилия
- Роксана Сауседо — Альма
- Кельче Арисменди — Элиссон
- Мария Сандоваль — Маэстра
- Сусана Лосано — Кармина
- Кармен Бесерра — Адриана
- Рени Варси — Луиса
- Габриэла Гольдсмит — Клара
- Норма Ласарено — Эсперанса
- Амайрани Гутьеррес — Кристиан
- Фатима Торре — Соль
- Андрес Бонфильо — Альфонсо
- Хайме Лосано — Гонсало
- Хуан Игнасио Аранда — Эрнесто
- Сусана Диасаяс — Астрид
- Серхио Хурадо — Давид
- Марта Самора — Констанса
- Полли — Клара
- Тео Тапия — нотариус
- Бенхамин Ислас — Эраклио
- Арчи Лафранко — Бернардо
- Офелия Кано — Аурелия
- Лорена Веласкес — Эва
- Росита Пелайо — Эсмеральда
- Магда Карина — Аурора
- Рафаэль Амадор — Деметрио
- Ракель Ольмедо — Клеменсия
- Арсенио Кампос — дон Альберто
- Алехандро Руис — Исидро
- Луис Урибе — Марио
- Мария Фернанда Гарсия — Абигаиль
- Химена Ороско — Карола
- Лорена Альварес — Грисельда
- Гваделупе Боланьос — Ирене
- Хуан Алехандро Авила — Леон
- Рикардо Мендоса — Эстудильо
- Рауль Кастельянос — Эдгар
- Лурдес Рейес — Ана
- Алисия Энсинас — Клаудия
- Дасия Гонсалес — Перла
- Лус Мария Херес — Тереса
- Лилия Арагон — Аугуста
- Диана Гольден — Бланка
- Айседора Гонсалес — Эстер
- Беатрис Морено — Бригида
- Лусеро Ландер — Берта
- Франсиско Рубио — Маурисио
- Мариана Риос — Хина
- Луис Хавьер — Эрнесто
- Ребека Манкита — Сесилия
- Мерседес Мольто — Ребека
- Летисия Пердигон — Марта
- Оскар Травен — Хенаро
- Серхио Каталан — Эмилиано
- Марсела де Галина — Алейда
- Ребека Манрикес — Эстер
- Альфонсо Итурральде — Патрисио
- Ракель Морель — Хулия
- Марикармен Вела — Эстер
- Валентина Куэнка — Динора
- Хуан Карлос Бонет — Альберто
- Кристина Обрегон — Синтия
- Ирма Берланга — Энедина
- Джессика Сегура — Каталина
- Клаудия Вега — Грасиела
- Беатрис Монрой — Карамела
- Кармен Родригес — Андреа
- Рикардо Вера — доктор Перес
- Анни Саэнс — Делия
- Ракель Панковски — Клеотильде
- Илиана де ла Гарса — Агустина
- Эктор Альварес — Федерико
- Габриела дель Валье — Клаудия
- Артуро Муньос — агент
- Сара Монтес — директор
- Рубен Сантана — Арнульфо
- Сильвия Контрерас — медсестра
- Оскар Бонфильо — Хулио
- Лус Мария Агилар — Киело
- Урсула Монтсеррат — Альба/Паола
- Дасия Аркарас — Беренисе
- Хоана Брито — Челито
- Сесилия Ромо — Ампаро
- Иоланда Вентура — Лула
- Эрика Буэнфиль — Киело
- Чела Кастро — Нидия
- Элиссон Лосано Мариан — Кика
- Ирма Лосано — Сарито
- Даниела Лухан — Каролина
- Ана Мартин — Йойя
- Кармен Монтехо — Кармела
- Лурдес Мунгиа — Ирасема
- Альма Муриэль — Вики
- Арлетт Пачеко — Соль
- Данна Паола — Саманта
- Пилар Пельисер — Лукресия
- Тина Ромеро — Росаура
- Мария Рубио — Кристина
- Лина Сантос — Алехандра
- Бланка Санчес — Дорис
- Исаура Эспиноса — Лусия
- Мариана Карр — Каридад
- Адальберто Парра — Виктор
- Марисоль Сантакрус — Ингрид
- Оливия Коллинз — Сальма
- Марикрус Нахера — Кармен
- Отто Сирго — Абелардо
- Карлос Бонавидес — Эсекьель
- Клаудио Баэс — Лоренсо
- Наташа Дупейрон — Вероника
- Андреа Гарсия — Роксана
- Луис Гатика — Пепе
- Эктор Гомес — Матео
- Мануэль Ландета — Мануэль
- Рауль Падилья «Чофоро» — Бартоло
- Эдуардо Ривера — Альберто
- Рамон Вальдес — Гуике
- Росанхела Бальбо — Анхела
- Мирра Сааведра — Синтия
- Рубен Серда — Хильберто
- Клаудия Ортега — Росио
- Эмилия Карранса — Малена
- Мигель Пальмер — Роман
- Луис Баярдо — Маркос
- Раймундо Капетильо — Гонсало
- Конни де ла Мора — Соня
- Сильвия Манрикес — Гваделупе
- Йоланда Мерида — Эмма
- Давид Остроски — Самуэль
- Алехандра Пениче — Амелия
- Алехандро Авила — Луис
- Мариана Авила — Лаура
- Юлиана Пениче — Мия
- Сильвия Суарес — Магдалена
- Патрисия Мартинес — Джанет
- Мария Луиса Алькала — Никанора
- Джессика Саласар — Тереса
- Клаудия Сильва — Полетт
- Аурора Клавель — Отилия
- Кармен Родригес — Брисейда
- Артуро Лока — Кансеко
- Уго Масиас Макотела — Альдрете
- Рауль Себастьян — Хонас
- Пепе Оливарес — сеньор
- Росита Бушо — Соледад
- Грасиэла Ороско — Индигенте
- Мигель Серрос — Кутберто
- Лиса Вильерт — Ортенсия
- Артуро Гисар — врач-офтальмолог
- Даниела Ороско — Лис
- Чао — Эсекьель
- Карлос Камара-младший — Лабарта
- Рафаэль Вильяр — Эфрейн
- Андрес Маркес — Иван
- Соккоро Бонилья — Эстела
- Синтия Клитбо — Элиса

#### Прочий актёрский состав
В прочем актёрском составе задействованы малоизвестные и эпизодические актёры, и поэтому в список они не вносятся.

## Награды и премии
Телесериал был удостоен 10 победных номинаций из 13 возможных.

### TVyNovelas
Телесериал победил в  2 номинациях (из 5) как лучшая программа на единицу продукции.

#### Прочие премии
Телесериал победил 6 раз в премии Bravo, и по одному разу в премиях Carnaval Carolina и Congreso Anual de Esctitores Latinoamericanos.